# Gelastocoridae

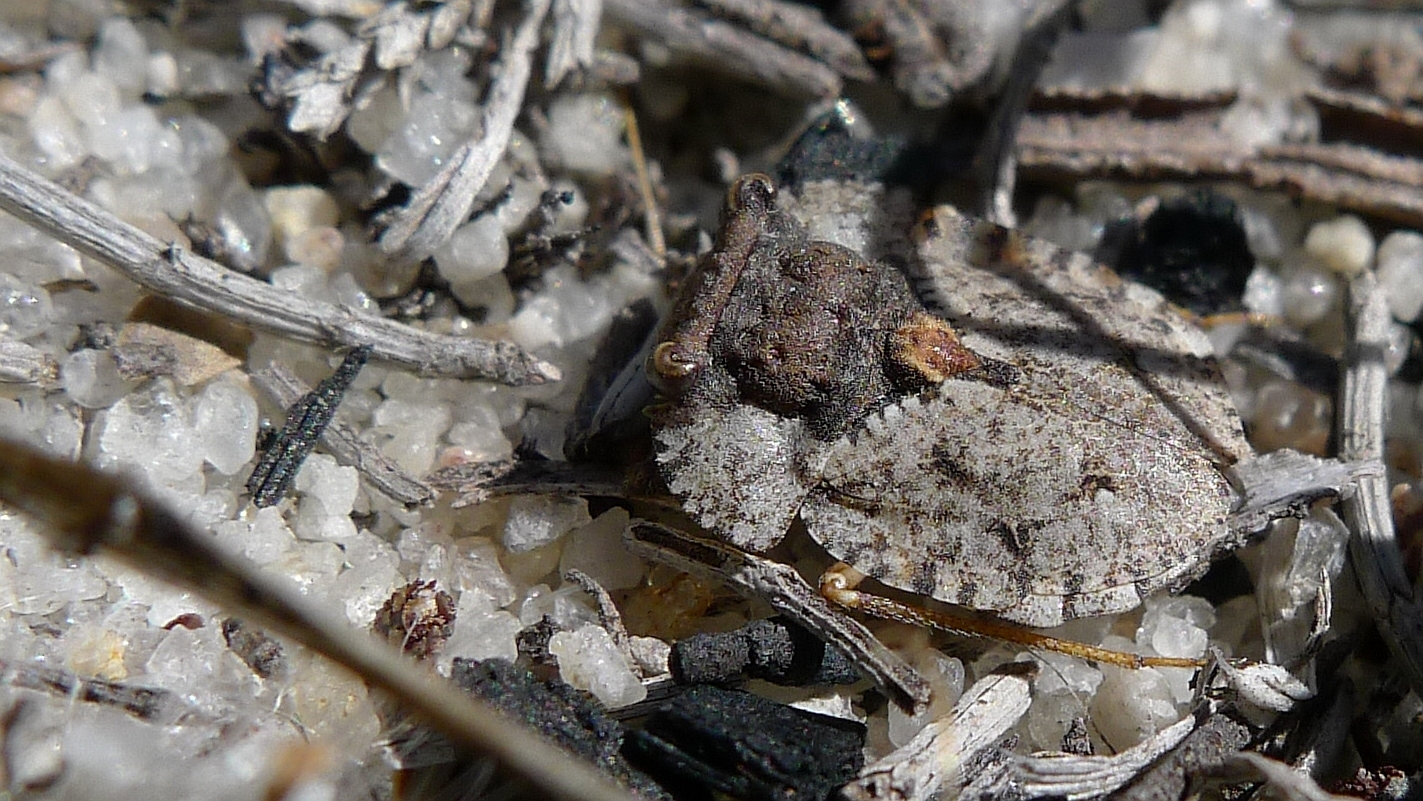
Nerthra sp.

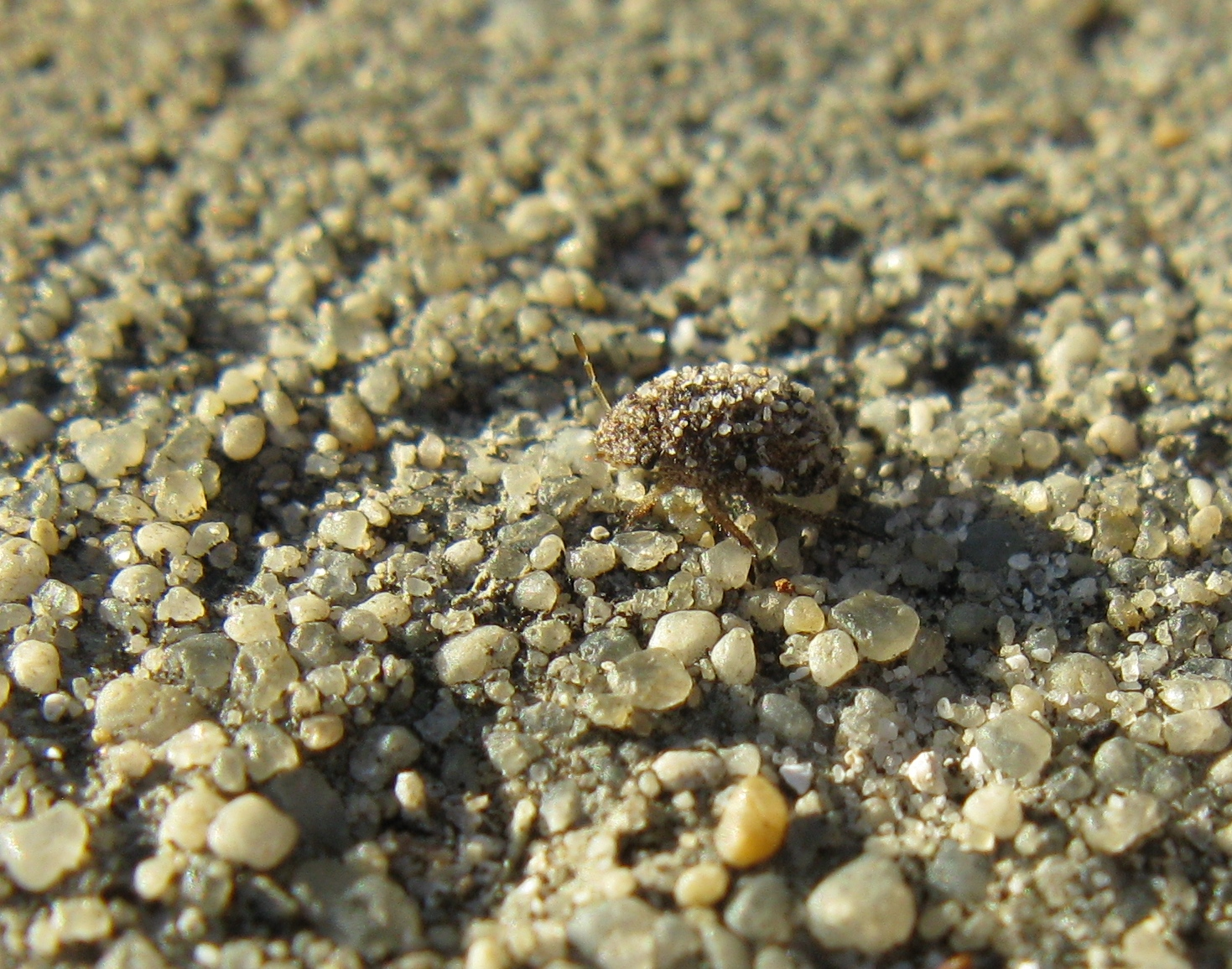
Nymphe tarnt sich mit Sandkörnern

Die Gelastocoridae bilden eine Familie der Wanzen (Heteroptera) in der Teilordnung der Wasserwanzen (Nepomorpha). Die Familie ist weltweit (mit Ausnahme von Europa), vor allem in der südlichen Hemisphäre verbreitet. Die Vorfahren der Wanzenfamilie waren ursprünglich aquatisch und haben sich erst später zu landgebundenen Tieren entwickelt. Im Englischen werden die Wanzen aufgrund ihrer äußeren Erscheinung auch als Toad Bugs („Krötenwanzen“) bezeichnet.

## Merkmale
Die Wanzen erreichen eine Körperlänge von 6 bis 15 Millimetern. Sie besitzen eine plumpe, ovale, abgeflachte Körperstatur. Auffällig sind die großen hervortretenden Augen. Die Fühler werden oft unter den Kopf geklappt und sind somit nicht sichtbar. Die Wanzen besitzen an ihren Vorderbeinen kräftige Femora (Schenkel). Außerdem besitzen sie eine oder zwei Klauen an ihren Vorderbeinen. Der Rüssel (Rostrum) ist verkürzt. Die Wanzen tragen eine Tarnfärbung.

## Lebensweise
Die Wanzen der Unterfamilie Gelastocorinae besiedeln hauptsächlich Uferlebensräume am Rande von Bächen und Tümpeln, während Vertreter der Gattung Nerthra auch fernab von Gewässern leben. Die Wanzen jagen kleine Insekten und Gliederfüßer, die sie mit ihren Vorderbeinen ergreifen. Die Nymphen verschiedener Arten tarnen sich mit einer Schicht aus Sandkörnern.

## Systematik
Die Familie besteht aus zwei Unterfamilien mit drei rezenten Gattungen und etwa 110 Arten:
Gelastocorinae
- Gelastocoris
- Montandonius

Nerthrinae
- Cratonerthra† (2 Arten)
- Nerthra (91 Arten)

Die Gattung Nerthra kommt in den tropischen und subtropischen Regionen aller Kontinente (mit Ausnahme von Europa) vor.
Die Unterfamilie Gelastocorinae ist auf die Nearktis und Neotropis beschränkt.

## Arten (Auswahl)
- Gelastocoris oculatus (Fabricius, 1798)
- Nerthra fuscipes Guerin, 1843